# جيرتا كيلر
جيرتا كيلر (بالإنجليزية: Gerta Keller؛ بالألمانية: Gerta Keller) هي إحاثية وجيولوجية ليختنشتانية وسويسرية وأمريكية، ولدت في 7 مارس 1945 في شان في ليختنشتاين.

## حياتها المبكرة وتعليمها
ترعرت كيلر في سويسرا ضمن مزرعة ألبان (أو مبقرة)، وكانت السادسة بين 12 طفلاً. كانت طفولتها فقيرة، حيث تعلّمت في مدرسة مؤلفة من غرفة واحدة فقط، وكان الصبية يدرسون الرياضيات والعلوم، بينما كانت الفتيات يتعلمن الطبخ والتنظيف، وهي المهارات التي يحتجنها كي يصبحن ربات منزل ناجحات وفق معايير تلك الفترة. لكن كيلر كانت تعشق العلم، وقادها شغفها إلى قراءة الكتب التي يدرسها إخوتها الصبية، كما كانت تُحضّر الملخصات والكتيبات عن المواد التي يدرسها أخوتها وأخواتها.
التحقت كيلر بمدرسة مهنية عندما بلغت الـ 14 من عمرها، حيث تعلمت هناك الحياكة، ونظمت احتجاجاً ضد القوانين التي تُرغم الطالبات على ارتداء التنانير، حيث كانت كيلر مضطرة لقيادة الدراجة الهوائية لـ 3 أميال من منزلها حتى تصل إلى المدرسة، وهكذا لن تتمكن –عندما ترتدي التنورة –من وقاية نفسها من البرد على الطريق. وفي النهاية، حصلت الطالبات على حقهن في ارتداء البنطال.
نالت كيلر شهادتها المهنية عندما كانت في الـ 17 من عمرها، ثم عملت لدى مصمم الأزياء بيير كاردان، فكانت تحصل على 25 سنت في الساعة لقاء حياكتها أردية فاخرة تُباع بـ 1000 دولار، بينما كانت تحصل على 12 دولار مقابل هذا العمل.
ارتحلت كيلر وجالت العالم، فتعلمت الإنجليزية وعملت في إنجلترا، ثم سافرت إلى شمال أفريقيا وإسبانيا وأستراليا. وكادت تلاقي مصرعها في أستراليا عندما تعرضت لطلق ناري أثناء سرقة بنك عام 1965، حيث استيقظت في وحدة العناية المشددة في المستشفى لتجد قساً أمامها يطلب منها الاعتراف، فأخبرها أنها كادت تفارق الحياة.
وفي عام 1968، كانت كيلر في مدينة سان فرانسيسكو الأميركية، وذُعرت عندما شاهدت إطلاق الأعيرة النارية والغازات المسيلة للدموع على مظاهرات الطلاب. فاختارت أن تركز على دراستها، وأجرت اختبار تعديل الشهادة الثانوية. ثم حصلت لاحقاً على شهادة التخرج من جامعة سان فرانسيسكو، وحصلت لاحقاً على دكتوراه في الجيولوجيا وعلم الأحياء القديمة من جامعة ستانفورد عام 1978.

## علم الأحياء القديمة
عملت كيلر بعد حصولها على شهادة الدكتوراه لدى وكالة المسح الجيولوجي الأميركي وجامعة ستانفورد. ثم ذهبت إلى جامعة برينستون عام 1984، وبدأت دراسة حدود الطباشيري–الباليوجين بعد عدة سنوات، والمصطلح السابق هو الوصف الجيولوجي لانقراض العصر الطباشيري–الثلاثي.
قادت الأبحاث التي أجرتها كيلر إلى التوصل لنتيجة مهمة، وهي أن اصطدام تشيكسولوب يسبق حدث الانقراض، لذا من غير الممكن أن يتسبب الاصطدام وحده بهذا الحدث. حيث قالت: إننا نغالي في تقدير الضرر البيئي والحيوي الحاصل بعد وقوع اصطدام تشيكسولوب”. يقوم الدليل المستخدم لإثبات فرضية ألفاريز –والقائلة أن الاصطدام أدى إلى الانقراض الذي أدى بدوره إلى انقراض الديناصورات –على وجود حبيبات الكوارتز الباهتة وكريات الزجاج والتكتيت المغروسة ضمن طبقة من الصلصال ذي المستويات العالية جداً من الإريديوم، وهي جميعها دلائل على حدوث اصطدام كويكبي.
لكن كيلر وجدت خلال بحثها طبقات تبعد فيها كريات الزجاج عن الصلصال والإيريديوم مسافة قدرها 2.4 متر (أو 8 أقدام)، حيث يفصل الحجر الرملي ومواد أخرى بين الزجاج والإيريديوم. في المقابل، قال المدافعون عن فرضية ألفاريز أن الحجر الرملي ناجمٌ عن تسونامي هائل، حيث أدى الأخير إلى حصر الرمال القادمة من الأمواج العملاقة، والناتجة عن الاصطدام، بين طبقتي الكوارتز والصلصال.
أظهر تحليل كيلر للطبقات المحصورة بين كريات الزجاج والصلصال والإيريديوم وجود علامات تشير إلى تموضع المواد (الحجر الرملي) بين الطبقتين منذ 300 ألف عام، والدليل هو العوالق والديديان وآثار التجوية التي عُثر عليها في المادة (الحجر الرملي) بين الطبقتين.